# 福知山線

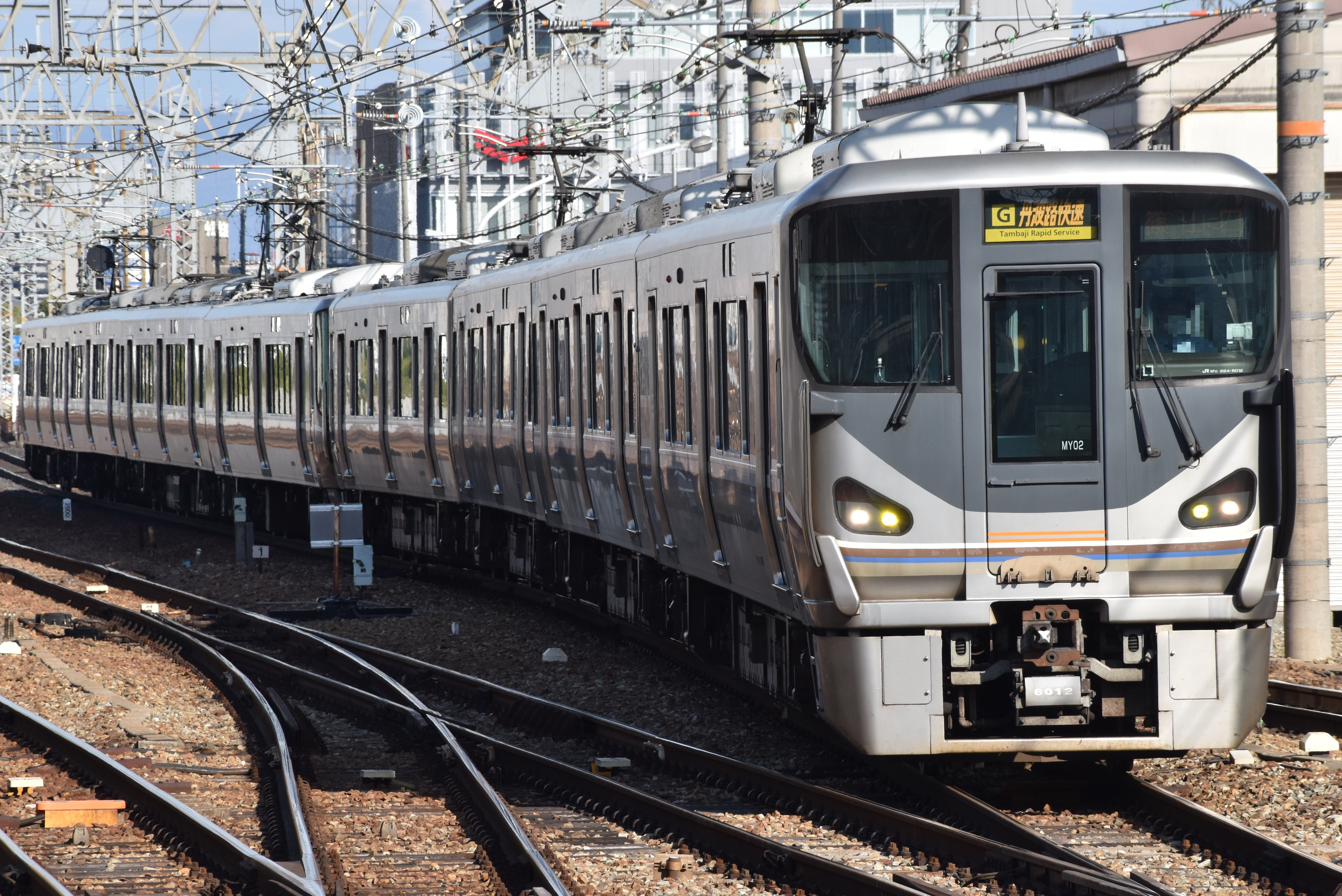
駛入尼崎站的225系電聯車 (2022年4月)

福知山線（日语：／ Fukuchiyama sen */?）是西日本旅客鐵道（JR西日本）所經營的一條幹線等級鐵路線，連結兵庫縣尼崎市境內的尼崎與京都府福知山市內的福知山。
雖然正式路線名為福知山線，但在實際的運行系統上，福知山線上的列車通常是與東海道本線大阪至尼崎之間的路段直通營運的，以大阪與福知山線上的篠山口作為營運區段的起訖點，一般暱稱為JR寶塚線。路線名稱中之所以會特地加上「JR」兩字，主要是為了與阪急電鐵的寶塚本線作區分。
在本节中，除了提及正式線路名的情況，从大阪站到京都的东海道本线被称为 "JR京都线"，从尼崎站到三之宫站的线路被称为 "JR神户线"。

## 概要
它是连接大阪府与近畿北部地区和山阴地区的线路之一。 大阪站和宝塚站之间的线路与大阪梅田站和宝塚站之间的阪急宝塚线竞争，大阪站和伊丹站之间的线路与大阪梅田和伊丹站之间的阪急神户线和阪急伊丹线竞争。 在大阪站（或大阪梅田站）和宝冢站之间所需的时间方面，该线路优于阪急宝冢线。 同区间内，该线最快的快速列车需要 25 分钟，而普通列车下行需要 30 分钟，比并行的阪急宝冢线的急行列车（33 分钟）更快。
大阪站至篠山口站之间的线路，包括东海道本线大阪站至尼崎站之间的线路，是都市网络的一部分，被昵称为 "JR宝塚线"（JR Takarazuka Sen）。由于阪急电铁也有宝塚线，为避免混淆，在昵称前加上了 "JR"。1987 年 8 月，JR 西日本就大阪站至新三田站之间的线路的昵称举行了公募，虽然 "北阪神线 "是首选，但 "JR 宝冢线 "最终被采用 。应地方当局的要求，该线路昵称使用的区段改为大阪站和篠山口站之间。
线路颜色为黄色（■），选择的理由是 "生动形象地体现了未来的新开发区"。 该线路的符号为 G 。
在沿線設施的歸屬方面，全线属于JR西日本近畿統括本部管轄。根據JR西日本的旅客營業規則，大阪－尼崎－谷川間路段是JR制訂的大都市近郊區間之中「大阪近郊區間」的涵蓋範圍。至於大阪至篠山口之間的JR寶塚線路段，則是關西地區主要流通的IC儲值車票「ICOCA」的近畿圈地區涵蓋範圍。

### 路線資料

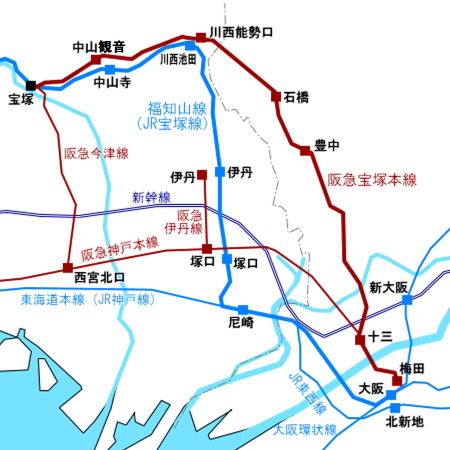
JR寶塚線與競爭對手阪急各線的位置關係。 需要注意的是，阪急神户线在规划阶段曾建议穿过伊丹，但后来修建了一条通往伊丹的支线，即伊丹线。

- 管轄（事業類別）：西日本旅客鐵道（第一種鐵道事業者）
- 路線距離（營業距離）：106.5公里
- 軌距：1067毫米
- 站數：30個（包括起終點站。若只計入JR寶塚線的區間則為23個）
  - 若只限屬於福知山線的車站，排除屬於東海道本線的尼崎站與屬於山陰本線的福知山站[7]則為28個[8]。
- 複線路段：尼崎站 - 篠山口站間
- 單線路段：篠山口站 - 福知山站間
- 電氣化路段：全線電氣化（直流1500V）
- 閉塞方式：自動閉塞式
- 保安裝置：
  - 尼崎站－篠山口站間：ATS-P（據點P方式[1]）與ATS-SW
  - 篠山口站－福知山站間：ATS-SW
- 最高速度：
  - 120公里/小時（尼崎站－新三田站間）
  - 105公里/小時（新三田站－福知山站間）
    - 不過，尼崎站－寶塚站間在2005年6月19日後一段時間限制在95公里/小時以下[9]。
- 運轉指令所（日语：運転指令所）：
  - 尼崎站－新三田站：大阪總合指令所
  - 新三田站－福知山站：福知山運輸指令所
- 列車運行管理系統（日语：列車運行管理システム）：JR寶塚、JR東西、學研都市線運行管理系統（日语：アーバンネットワーク運行管理システム）（SUNTRAS） …尼崎站（站區內除外）－新三田站間
- 2020年度的混杂率：快速列车106%（伊丹 -> 尼崎 7:10-8:10） 缓行列车78%（塚口 -> 尼崎 7:15-8:15）[10]

## 運行形態
尽管尼崎站是福知山线的起点，但没有在尼崎站始发或终到的列车，全部列车在運行時不會止于尼崎站，且均可到达大阪站，或直通进入JR京都线到达高槻站、京都站，也有部分班次直通进入 JR东西线到达片町线（学研都市线）的同志社前站、木津站。福知山站之后，有特急列车继续运行并直通进入山阳本线直达城崎温泉站。通常，普通列车（包括快速列车）在篠山口站会进行运行系统的分割，只有早晚才会有部分列车在大阪站和福知山站之间直接运行。
早上繁忙時間尼崎方向、大阪站為終點之快速、JR京都線直通之普通、JR東西線・学研都市線直通之快速・普通混合行走。
以2022 年 3 月 13 日的时刻表修订的情況为准，运行概况如下。
早高峰时段，前往尼崎的列车班次频繁，包括前往大阪的快速列车、直通进入JR京都线的普通列车、直通进入JR东西线和学研都市线的快速列车和普通列车。过去，直通JR京都线和直通JR东西线的普通列车比例为 1:1，但现在直通JR东西线的列车更多。在尼崎站，列车可以与JR神户线的普通列车接驳换乘。
| 種別＼站名        | …         | 尼崎  | 塚口  | 塚口  | …     | 宝塚  | …     | 新三田 | …     | 篠山口 | 篠山口 | …     | 福知山 |
| ----------------- | --------- | ----- | ----- | ----- | ----- | ----- | ----- | ------ | ----- | ------ | ------ | ----- | ------ |
| 特急              | ←新大阪   | 0 - 1 | 0 - 1 | 0 - 1 | 0 - 1 | 0 - 1 | 0 - 1 | 0 - 1  | 0 - 1 | 0 - 1  | 0 - 1  | 0 - 1 | 0 - 1  |
| 丹波路快速        | ←大阪     | 2     | 2     | 2     | 2     | 2     | 2     | 2      | 2     | 2      |        |       |        |
| 快速              | ←大阪     | 2     | 2     | 2     | 2     | 2     |       |        |       |        |        |       |        |
| 快速 （JR東西線） | ←木津     | 2     | 2     |       |       |       |       |        |       |        |        |       |        |
| 快速 （JR東西線） | ←同志社前 | 2     | 2     |       |       |       |       |        |       |        |        |       |        |
| 普通              | ←高槻     | 4     | 4     | 4     | 4     | 4     | 4     | 4      |       |        |        |       |        |
| 普通              |           |       |       |       |       |       |       |        | 1     |        |        |       |        |

| 種別＼站名            | …         | 尼崎  | 塚口  | 塚口  | …     | 宝塚  | 宝塚  | …     | 新三田 | 新三田 | …     | 篠山口 | 篠山口 | …     | 福知山 |
| --------------------- | --------- | ----- | ----- | ----- | ----- | ----- | ----- | ----- | ------ | ------ | ----- | ------ | ------ | ----- | ------ |
| 特急                  | ←新大阪   | 0 - 1 | 0 - 1 | 0 - 1 | 0 - 1 | 0 - 1 | 0 - 1 | 0 - 1 | 0 - 1  | 0 - 1  | 0 - 1 | 0 - 1  | 0 - 1  | 0 - 1 | 0 - 1  |
| 区間快速 （JR宝塚線） | ←大阪     | 1 - 2 | 1 - 2 | 1 - 2 | 1 - 2 | 1 - 2 | 1 - 2 | 1 - 2 | 1 - 2  | 1 - 2  | 1 - 2 | 1 - 2  |        |       |        |
| 区間快速 （JR宝塚線） | ←大阪     | 2 - 3 |       |       |       |       |       |       |        |        |       |        |        |       |        |
| 区間快速 （JR東西線） | ←木津     | 2     | 2     |       |       |       |       |       |        |        |       |        |        |       |        |
| 区間快速 （JR東西線） | ←同志社前 | 2     | 2     |       |       |       |       |       |        |        |       |        |        |       |        |
| 普通                  | ←高槻     | 4     | 4     | 4     | 4     | 4     |       |       |        |        |       |        |        |       |        |
| 普通                  |           |       |       |       |       |       |       |       |        |        | 1     |        |        |       |        |

| 種別＼站名                   | …         | 尼崎 | 塚口 | … | 宝塚 | … | 新三田 | … | 篠山口 | … | 福知山 |
| ---------------------------- | --------- | ---- | ---- | - | ---- | - | ------ | - | ------ | - | ------ |
| 特急                         | 新大阪→   | 1    | 1    | 1 | 1    | 1 | 1      | 1 | 1      | 1 | 1      |
| 丹波路快速 快速 （JR宝塚線） | 大阪→     | 1    | 1    | 1 | 1    | 1 | 1      | 1 | 1      | 1 | 1      |
| 丹波路快速 快速 （JR宝塚線） | 大阪→     | 1    |      |   |      |   |        |   |        |   |        |
| 丹波路快速 快速 （JR宝塚線） | 大阪→     | 1    |      |   |      |   |        |   |        |   |        |
| 快速 （JR東西線）            | 木津→     | 1    | 1    | 1 | 1    | 1 | 1      | 1 | 1      |   |        |
| 快速 （JR東西線）            | 木津→     | 1    |      |   |      |   |        |   |        |   |        |
| 快速 （JR東西線）            | 同志社前→ | 2    | 2    | 2 | 2    |   |        |   |        |   |        |
| 普通                         | 高槻→     | 4    | 4    | 4 | 4    | 4 | 4      |   |        |   |        |

### 定期列車

#### 特急
它是北近畿 Big X 网络的一部分（"X "斜左侧的区域是福知山线），特急列车"东方白鹳"在此段线路运行。
在福知山线上，所有的特急列车都会在途中停靠尼崎站、宝塚站、三田站、篠山口站、柏原站和福知山站。也有部分班次会在西宫名盐站、新三田站、相野站、谷川站或黑井站停车，这主要是工作日的上午和傍晚时分之后的班次。
此外，还有往返于城崎温泉站的列车，用于输送从大阪前往丹波地区和但马地区（如福知山和丰冈市）的城镇以及城崎温泉等旅游景点的旅客。目前，列车一般采用 3 节车厢编组或 4 节车厢编组的列车运行，但在乘客人数较多时，可能会增加至 7 节车厢编组。同时，由于大阪站和篠山口站之间的通勤需求，下行列车 19 号和 23 号以及上行列车 2 号和 4 号，全年仅在工作日使用 7 节编组列车。

#### 快速・丹波路快速・区间快速
快速列車有大阪站發着的系統，和尼崎站起至JR東西線直通的運行的系統。2000年3月11日時刻表改正時登場的丹波路快速為前者。快速・丹波路快速的停車站相同，停靠尼崎站、伊丹站、川西池田站、中山寺站、宝塚站、西宫名盐站，自三田站之后各站停车。
至于区间快速，往返大阪站的区间快速列车停靠尼崎站、伊丹站以及川西池田站和新三田站・篠山口站之间的站点；而属于JR东西线和学研都市线直通系统的区间快速列车则从尼崎站开始各站停车（部分列车作为福知山线内的快速列车运行）。
原则上，快速列车和丹波路快速列车，会在川西池田站与普通列车接驳换乘，但有些早上和深夜的班次不进行接续。 此外，在早高峰时段，一些开往大阪的列车也会在宝塚站或新三田站与普通列车可以进行单向接驳换乘。 在往返大阪站的区间快速列车中，只有来往大阪的列车在川西池田站与普通列车可以接驳换乘。
往返大阪站的系统
往返于大阪站的列车，会在宝塚站、新三田站、篠山口站和福知山站始发终到，不会进入JR京都线运行。于福知山站始发终到的列车，和在篠山口站始发终到的列车，凡是由223系和225系（均为6000番台）列车运行的班次，均作为丹波路快速列车运行，但在因运输中断而导致时刻表中断时，也可能由其他列车运行。
乘坐一路直通至福知山站的列车，会比在筱山口站下车接驳换乘开往福知山方向列车的方法，更快到达福知山站（因为后者在篠山口站需要换乘）。开往大阪的列车会首先到达终点站，但有些列车会在新三田站等待特急列车以接驳换乘。
大阪和篠山口之间的列车最多可以 8 节车厢编组运行，但篠山口和福知山之间的列车最多可使用 6 节车厢编组，因为有些车站的站台长度不足以容纳 8 节车厢的编组。 在大阪站和福知山站之间以 8 节车厢列车运行的列车，有部分车厢将在篠山口站解挂分离，在篠山口站和福知山站之间以 4 节车厢列车运行。
从 2022 年 3 月 12 日的时刻表修订开始，新三田站和篠山口站之间的列车原则上在白天减少为每小时一班，因此区间快速列车改为大阪站-新三田站设定 3 班列车，大阪站-篠山口站设定 1 班列车（正午12时这个时段，以大阪站发车为准，新三田站和篠山口站之间会各有 2 班车）。 开往篠山口站的列车在川西池田站等待特急列车通过。
JR东西线・学研都市线直通系统
来往直通于JR东西线和学研都市线的列车白天时段每小时运行四班，在塚口站始发终到。早晚时段还有往返于宝塚站、新三田站和篠山口站的列车。在尼崎站与 JR神户线的快速列车可以接驳换乘（有时也与新快速和普通列车接驳，视时间而定）。
所有列车均先到达终点站。部分早晚时段的快速列车会在尼崎站改变列车类型，作为 JR东西线和学研都市线的区间快速列车运行。
至于经过学研都市线木津站，在奈良站始发终到的列车，截至 2018 年 3 月，早上有一班从奈良开往新三田的快速列车，晚上有一班从新三田开往奈良的快速列车（平日 20时的时段 从新三田发车，周末 21时的时段 从新三田发车）。
使用车辆方面，223系和225系列车用于来往大阪站的列车，207系和321系列车用于JR东西线和学研都市线的直通系统的列车。207系和321系列车为7节车厢编组的列车，这是因为JR东西线和学研都市线的部分车站有7节车厢编组列车的月台门和4节车厢百年组列车的月台门，而且大住站和西木津站的月台长度只能容纳7节车厢列车。部分系统还在白天时段以外运营往返于大阪站的 207 和 321 系列车。

#### 普通
除部分列車外，運行區間内全車站停車。大部分列车会直通JR京都线，这些列车基本上在京都站・高槻站 - 大阪站 - 宝塚站・新三田站以及篠山口站 - 福知山站之间运行。新三田站和篠山口站之间只有在早上有少数普通列车运行，其他时段则由快速列车和丹波路快速列车在这个区间运行，它们在这段区间内为各站停车。
除部分早上的班次和深夜的班次外，列车在川西池田站可与快速列车、丹波路快速列车和区间快速列车（仅上行）接驳换乘，也会等待特急列车通过，但白天时段不与下行的区间快速列车接驳换乘，而是会先到达宝冢塚站。一部分上行列车，也会在宝塚站或新三田站（仅限于该站始发的列车）可进行接驳换乘。在尼崎站，除部分列车外，列车可在同一站台，与互相直通于JR神户线 - JR 东西线的普通列车接驳换乘。
在早高峰时段，有设定从塚口站始发，直通进入JR东西线的班次。白天时段，大阪站和宝塚站之间每小时有四班列车运行。在早晨和傍晚，一些列车会直通JR 东西线和学研都市线，一些直通列车则根据时间，其上行列车会在尼崎站变成区间快速列车（作为单独列车对待），下行列车在京桥站变成区间快速列车。周六和节假日早上，设定有一班自奈良站发车，经过学研都市线及木津站，开往宝塚的列车（京桥之前为区间快速）。
大阪站和福知山站之间早上也有几班直达的普通列车，但仅有从大阪前往福知山方向的班次，相反则没有。从福知山开出的所有定期普通列车都只开往篠山口，只有丹波路快速列车可以直达大阪站。
大部分列车是七节车厢编组的207系和321系列车，但早上从大阪开往福知山的列车是四节车厢编组的223系和225系列车。
篠山口站和福知山站之间的普通列车约每小时运行一次。 除清晨从篠山口站开往福知山站的列车外，其他列车均在篠山口站与开往大阪方向的快速列车和普通列车可以接驳换乘，其中使用223系5500番台的2节车厢编组的列车，在白天时段为单人运行。

### 女性专用车厢
在大阪站至篠山口站之间，207系列车的大阪方向的第三节车厢和 321系列车的第五节车厢，不分平日和节假日，每天从首班车至末班车均设有女性专用车厢。 女性专用车厢的信息显示在上车位置。 但是，当时刻表中断时，女性专用车厢可能会被取消。
2002 年 12 月 2 日，JR 宝冢线开始启用女性专用车厢，并从首班车至9:00 和 17:00 至 21:00 设置女性专用车厢 。自 2011 年 4 月 18 日起，无论平日还是节假日，每天从首班车到末班车都有女性专用车厢 。

## 使用車輛

### 現在使用車輛
2011年3月12日以後全以電聯車運行。篠山口站和福知山站之间的所有快速列车和普通列车，座位均采用可转换方向的横向座椅。

#### 特急列車
- 287系・289系（福知山電車區）：特急「東方白鸛（こうのとり）」
  - 289 系列车，是北陆本线特急“白鹭”专用的683系2000番台的直流改造型列车，于 2015 年 10 月 31 日投入运营[13]。

#### 快速・普通列車
- 207系（網干總合車輛所明石支所）
  - 7卡編成、担当尼崎站 - 篠山口站之間的快速、普通列车。
- 321系（網干總合車輛所明石支所）
  - 7卡編成、担当尼崎站 - 篠山口站之間的区间快速、快速、普通列车。
- 223系6000番台・225系6000番台（網干總合車輛所宮原支所）
  - 自 2008 年 6 月 28 日起，主要在白天的丹波寺路快速列车上运用，但也担当快速列车和一些早上及晚上的普通列车；2012 年 3 月 17 日时刻表修订后，225 系列车在所有线路上投入运行，同时终止了 221 系列和 113 系列列车的运行[14]。
- 223系5500番台（福知山電車區）
  - 该型列车于 2008 年 8 月 11 日开始运行，取代了 113系3800番台。这些列车仅在篠山口站和福知山站之间运行，白天时段实施单人运转。

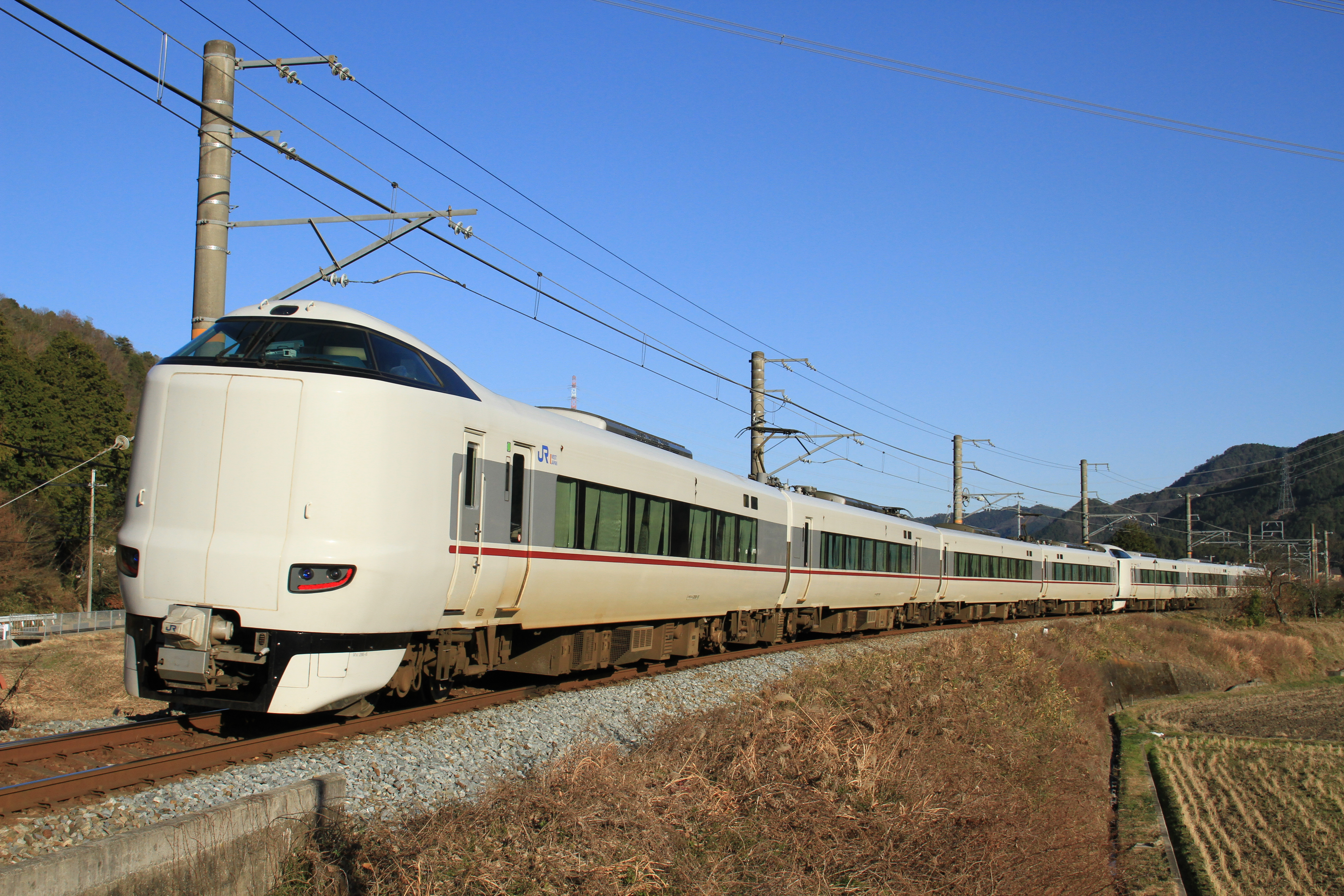
287系
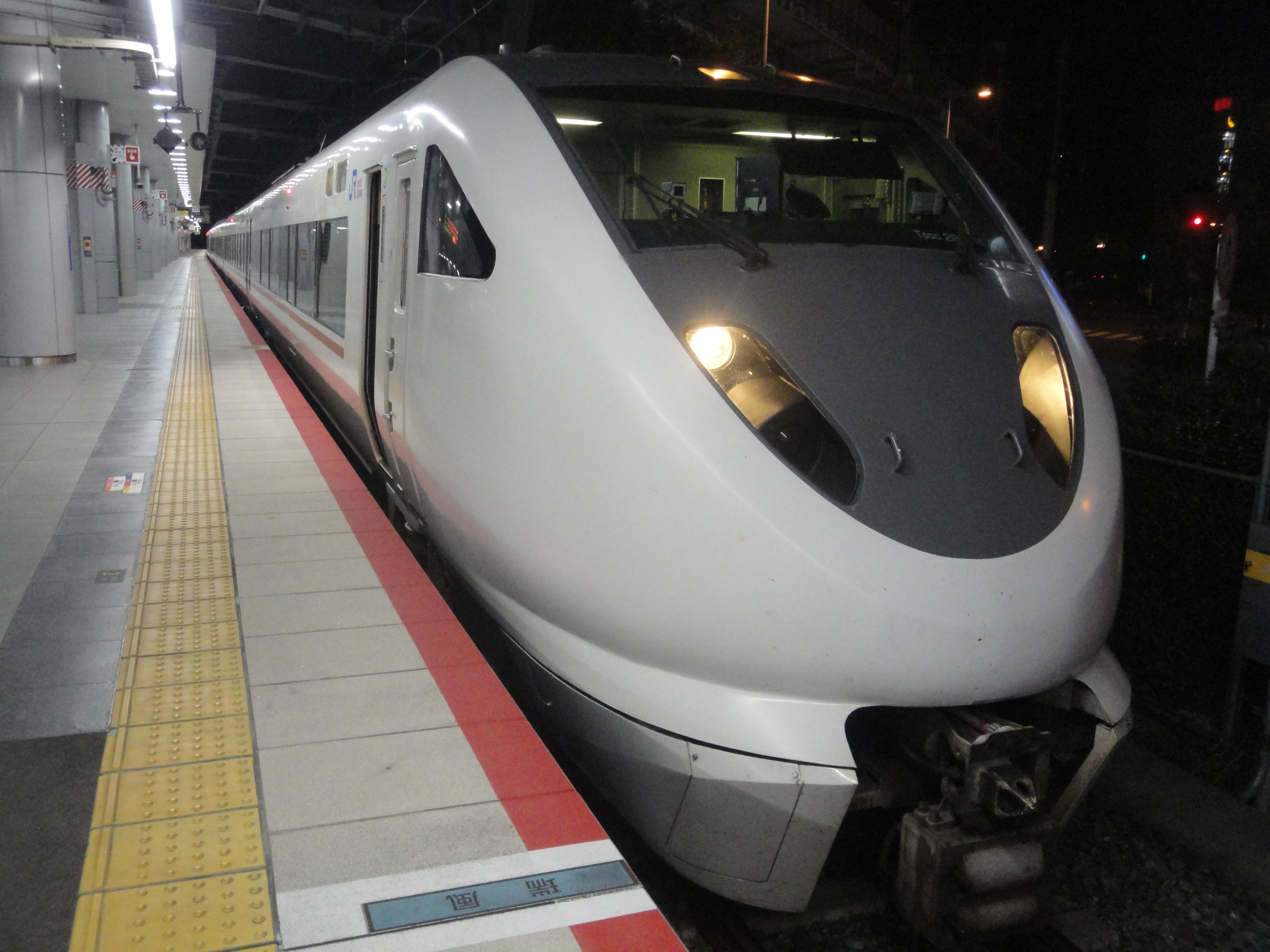
289系
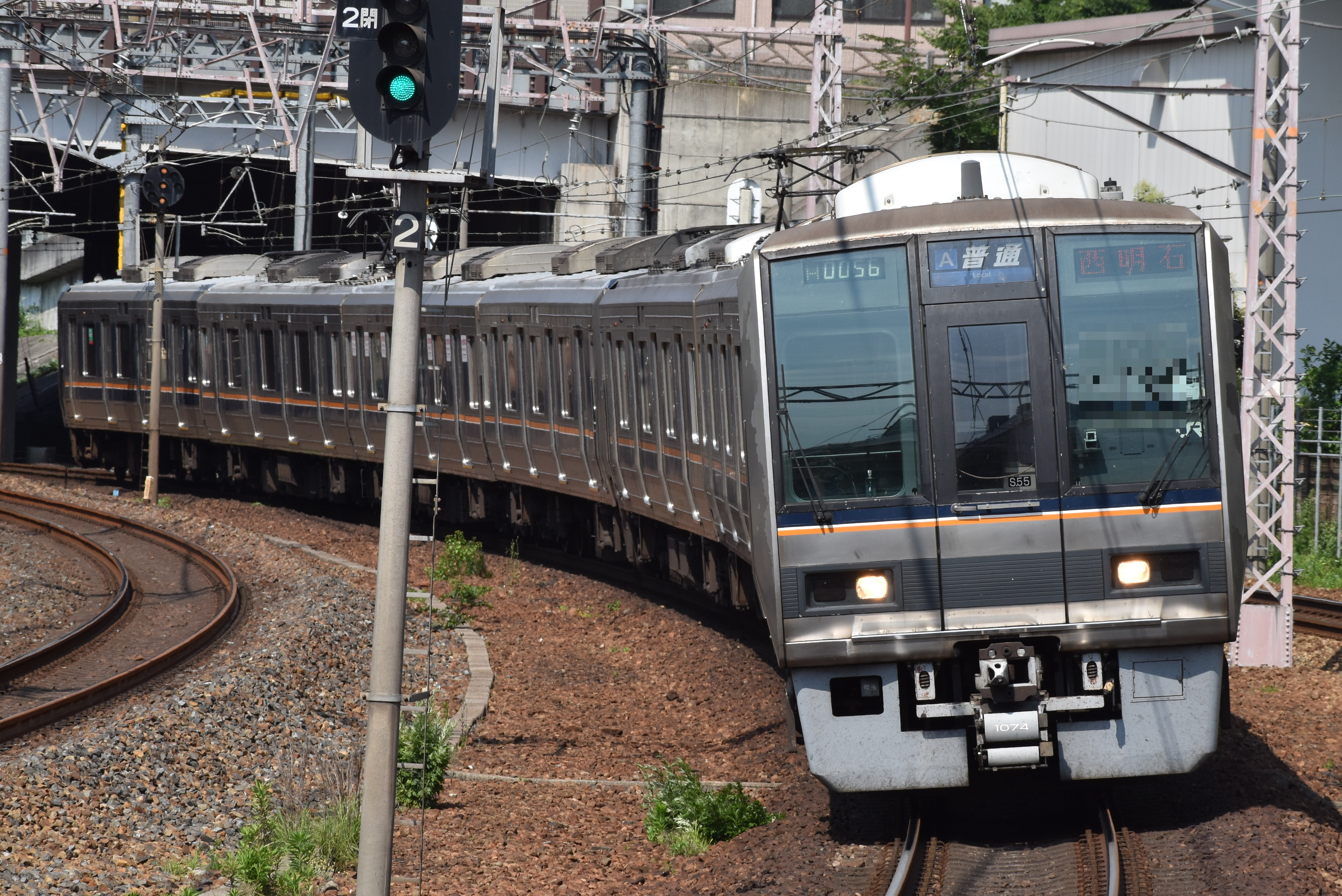
207系
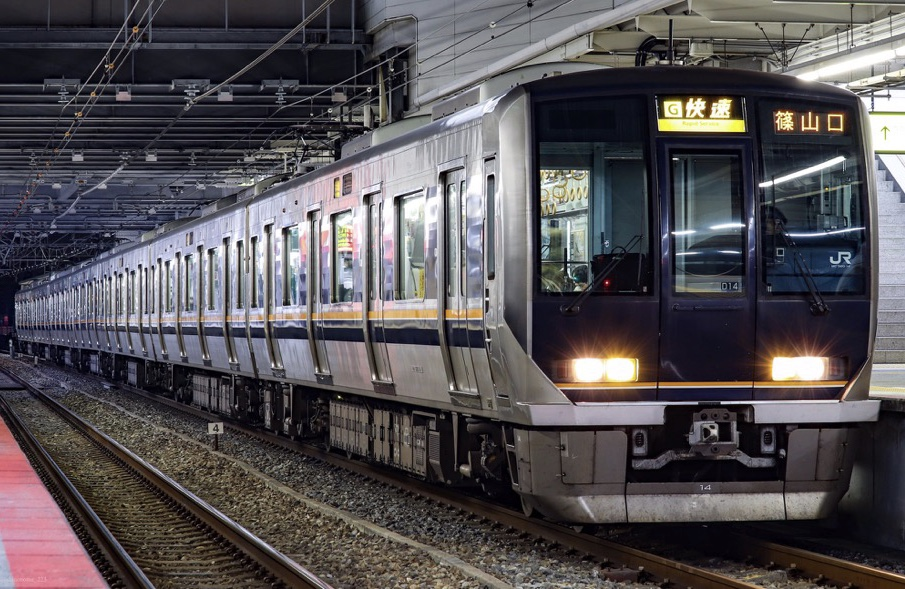
321系
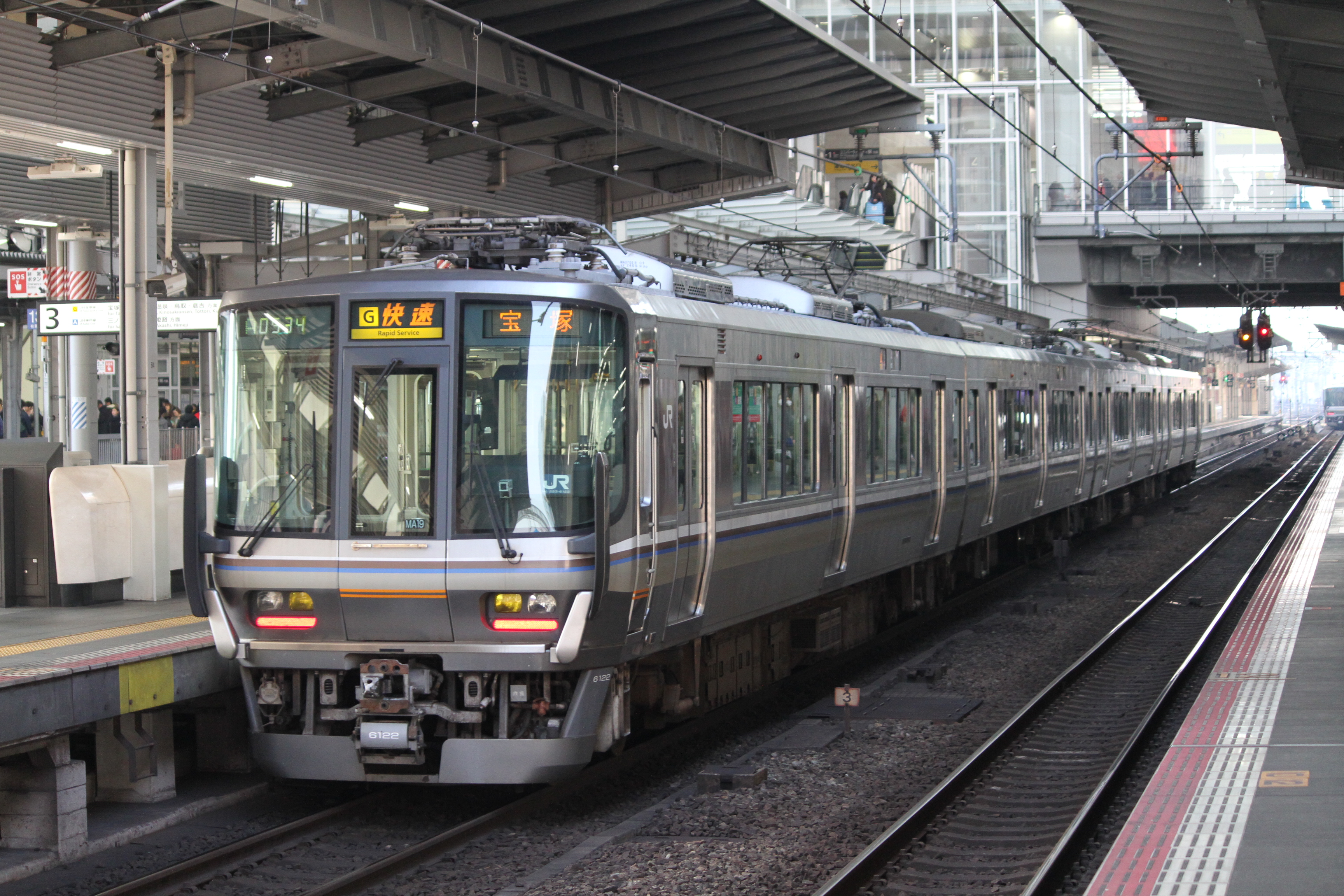
223系6000番台
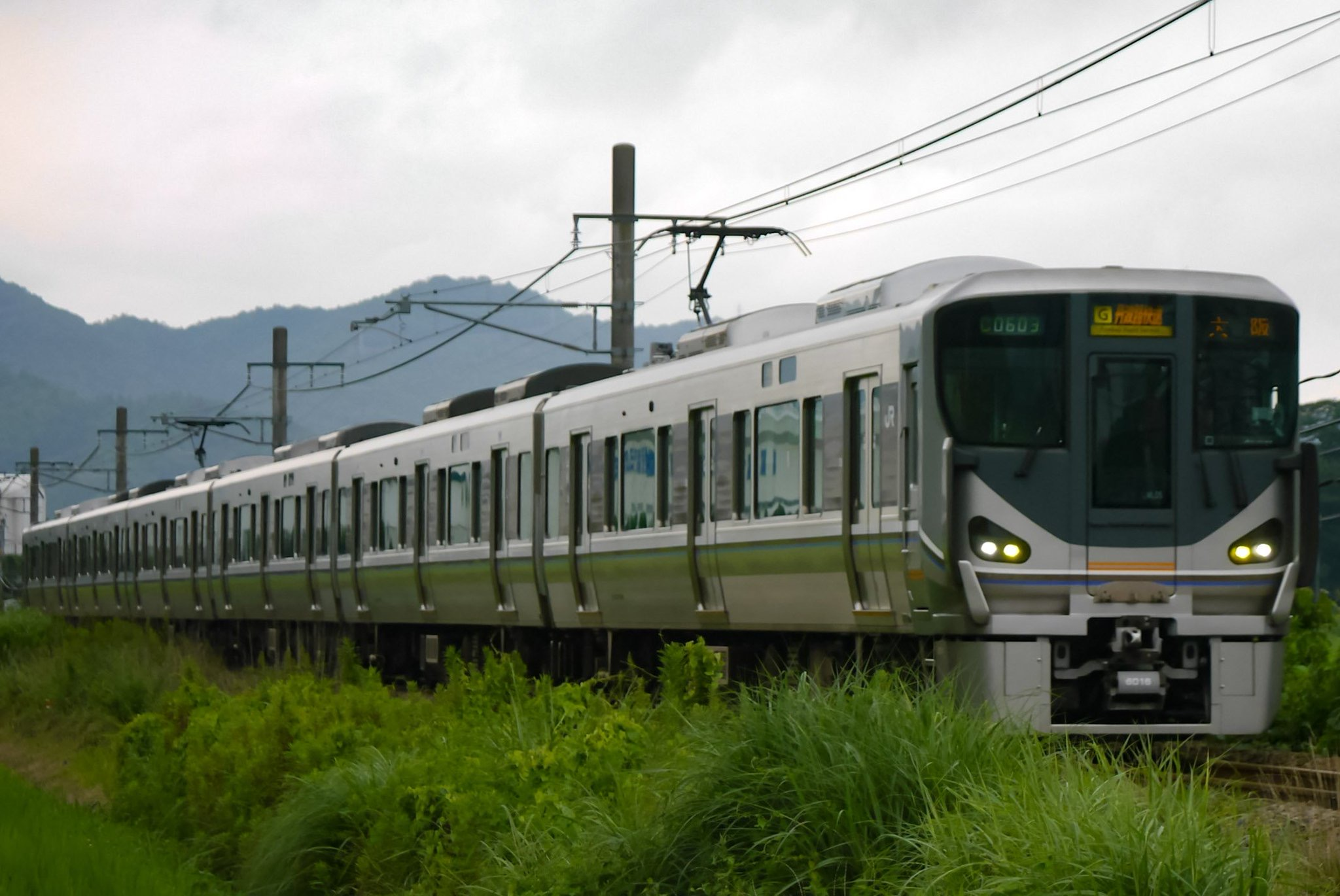
225系6000番台
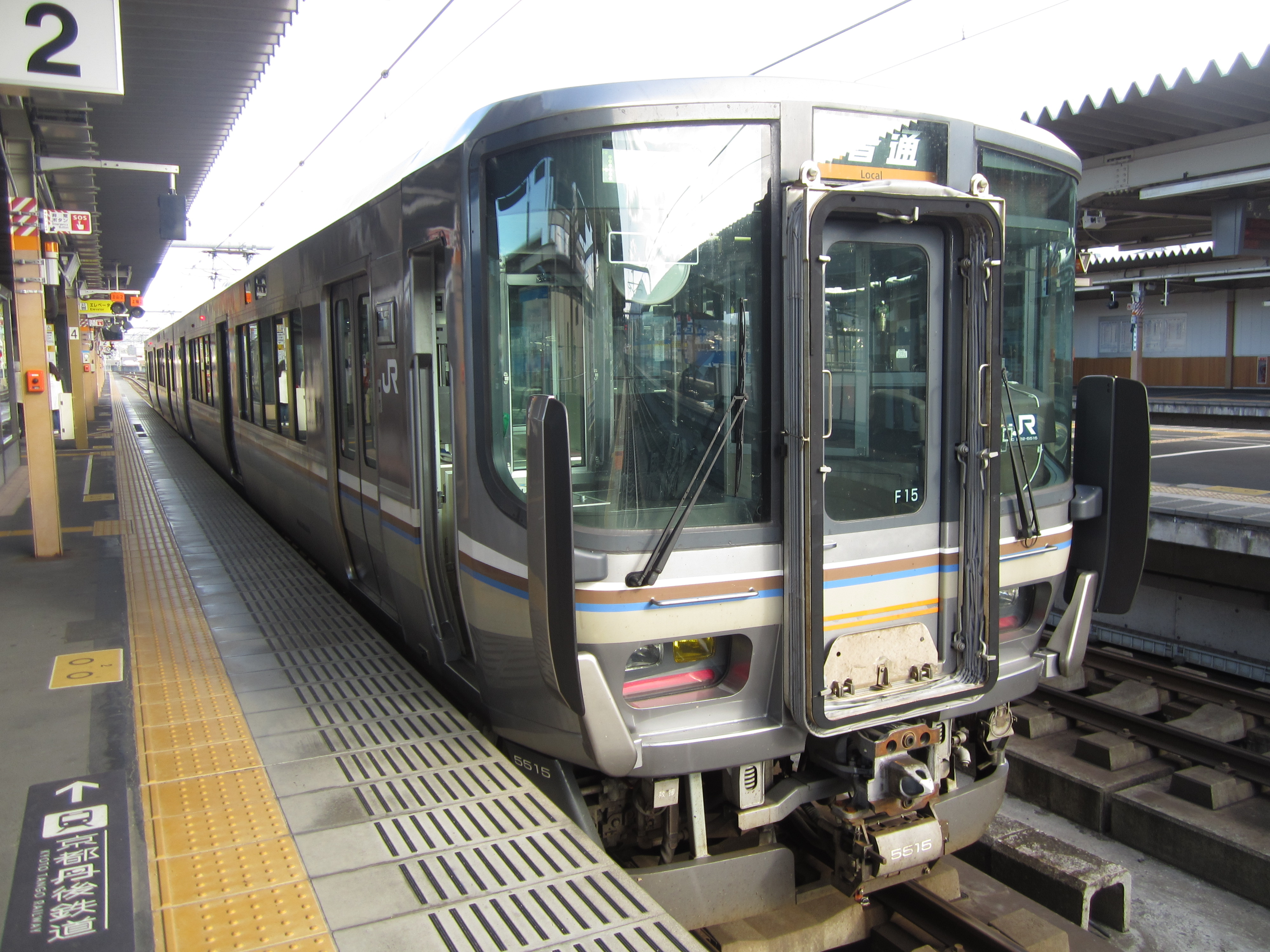
223系5500番台

## 車站列表
- ：特定都區市內制度下「大阪市內」地域的車站（道場站根據該制度不屬於「神戶市內」車站）
- 停靠站
  - 特急以外的各類別…●的車站所有列車停靠，｜的車站所有列車通過
    - 普通…JR京都線的直通列車在塚本站（▲）停靠。大阪站始發、終着列車通過該站
    - 區間快速、快速…在塚口站（△）的JR東西線直通列車當中該站折返列車停靠

  - 特急參見（東方白鸛）列車條目
- 軌道 … ||||：四線路段，||：複線路段，◇：單線路段（可進行列車交會），∨：此起往下為單線（可進行列車交會）
- 車站編號自2018年3月起引入[15]

| 愛稱     | 正式路線名稱 | 車站編號 | 中文站名 | 日文站名 | 英文站名 | 站間營業距離 | 尼崎起計的 營業距離 | 普通 | 區間快速 | 快速                                                       | 丹波路快速 | 接續路線 | 軌道            | 所在地 | 所在地        |
| -------- | ------------ | -------- | -------- | -------- | -------- | ------------ | ------------------- | ---- | -------- | ---------------------------------------------------------- | ---------- | --- | --------------- | ------ | ------------- |
| JR寶塚線 | 東海道本線   | JR-G47   | 大阪     |          |          | -            | 7.7                 | ●    | ●        | ●                                                          | ●          | 西日本旅客鐵道：東海道本線（ JR京都線）、 大阪環狀線 西日本旅客鐵道： JR東西線 …北新地 阪神電氣鐵道： 本線 …大阪梅田 阪急電鐵： 京都本線、 寶塚本線、 神戶本線 …大阪梅田 大阪市高速電氣軌道： 御堂筋線 …梅田、 谷町線 …東梅田、 四橋線 …西梅田 | \|\|\|\|        | 大阪府 | 大阪市 北區   |
| JR寶塚線 | 東海道本線   | JR-G48   | 塚本     |          |          | 3.4          | 4.3                 | ▲    | ｜       | ｜                                                         | ｜         | 西日本旅客鐵道： 東海道本線（JR神戶線 神戶方向） | \|\|\|\|        | 大阪府 | 大阪市 淀川區 |
| JR寶塚線 | 東海道本線   | JR-G49   | 尼崎     |          |          | 4.3          | 0.0                 | ●    | ●        | ●                                                          | ●          | 西日本旅客鐵道： JR東西線（JR-H49）(直通運行)、 東海道本線（JR神戶線 神戶方向）（JR-A49） 、東海道本線貨物支線（北方貨物線） | \|\|\|\|        | 兵庫縣 | 尼崎市        |
| JR寶塚線 | 福知山線     | JR-G49   | 尼崎     | \|\|     |          | 4.3          | 0.0                 | ●    | ●        | ●                                                          | ●          | 西日本旅客鐵道： JR東西線（JR-H49）(直通運行)、 東海道本線（JR神戶線 神戶方向）（JR-A49） 、東海道本線貨物支線（北方貨物線） |                 | 兵庫縣 | 尼崎市        |
| JR寶塚線 | 福知山線     | JR-G50   | 塚口     |          |          | 2.5          | 2.5                 | ●    | △        | △                                                          | ｜         | | \|\|            | 兵庫縣 | 尼崎市        |
| JR寶塚線 | 福知山線     | JR-G51   | 豬名寺   |          |          | 1.4          | 3.9                 | ●    | ｜       | ｜                                                         | ｜         | | \|\|            | 兵庫縣 | 尼崎市        |
| JR寶塚線 | 福知山線     | JR-G52   | 伊丹     |          |          | 1.9          | 5.8                 | ●    | ●        | ●                                                          | ●          | | \|\|            | 兵庫縣 | 伊丹市        |
| JR寶塚線 | 福知山線     | JR-G53   | 北伊丹   |          |          | 2.1          | 7.9                 | ●    | ｜       | ｜                                                         | ｜         | | \|\|            | 兵庫縣 | 伊丹市        |
| JR寶塚線 | 福知山線     | JR-G54   | 川西池田 |          |          | 3.1          | 11.0                | ●    | ●        | ●                                                          | ●          | 阪急電鐵： 寶塚本線 …川西能勢口 能勢電鐵： 妙見線 …川西能勢口（NS 01） | \|\|            | 兵庫縣 | 川西市        |
| JR寶塚線 | 福知山線     | JR-G55   | 中山寺   |          |          | 3.5          | 14.5                | ●    | ●        | ●                                                          | ●          | | \|\|            | 兵庫縣 | 寶塚市        |
| JR寶塚線 | 福知山線     | JR-G56   | 寶塚     |          |          | 3.3          | 17.8                | ●    | ●        | ●                                                          | ●          | 阪急電鐵： 寶塚本線、 今津線 | \|\|            | 兵庫縣 | 寶塚市        |
| JR寶塚線 | 福知山線     | JR-G57   | 生瀨     |          |          | 1.9          | 19.7                | ●    | ●        | ｜                                                         | ｜         | | \|\|            | 兵庫縣 | 西宮市        |
| JR寶塚線 | 福知山線     | JR-G58   | 西宮名鹽 |          |          | 2.2          | 21.9                | ●    | ●        | ●                                                          | ●          | | \|\|            | 兵庫縣 | 西宮市        |
| JR寶塚線 | 福知山線     | JR-G59   | 武田尾   |          |          | 3.2          | 25.1                | ●    | ●        | ｜                                                         | ｜         | | \|\|            | 兵庫縣 | 宝塚市        |
| JR寶塚線 | 福知山線     | JR-G60   | 道場     |          |          | 5.0          | 30.1                | ●    | ●        | ｜                                                         | ｜         | | \|\|            | 兵庫縣 | 神戶市 北區   |
| JR寶塚線 | 福知山線     | JR-G61   | 三田     |          |          | 3.6          | 33.7                | ●    | ●        | ●                                                          | ●          | 神戶電鐵： 三田線 | \|\|            | 兵庫縣 | 三田市        |
| JR寶塚線 | 福知山線     | JR-G62   | 新三田   |          |          | 3.2          | 36.9                | ●    | ●        | ●                                                          | ●          | | \|\|            | 兵庫縣 | 三田市        |
| JR寶塚線 | 福知山線     | JR-G63   | 廣野     |          |          | 2.8          | 39.7                | ●    | ●        | ●                                                          | ●          | | \|\|            | 兵庫縣 | 三田市        |
| JR寶塚線 | 福知山線     | JR-G64   | 相野     |          |          | 4.3          | 44.0                | ●    | ●        | ●                                                          | ●          | | \|\|            | 兵庫縣 | 三田市        |
| JR寶塚線 | 福知山線     | JR-G65   | 藍本     |          |          | 4.2          | 48.2                | ●    | ●        | ●                                                          | ●          | | \|\|            | 兵庫縣 | 三田市        |
| JR寶塚線 | 福知山線     | JR-G66   | 草野     |          |          | 2.3          | 50.5                | ●    | ●        | ●                                                          | ●          | | \|\|            | 兵庫縣 | 丹波篠山市    |
| JR寶塚線 | 福知山線     | JR-G67   | 古市     |          |          | 3.0          | 53.5                | ●    | ●        | ●                                                          | ●          | | \|\|            | 兵庫縣 | 丹波篠山市    |
| JR寶塚線 | 福知山線     | JR-G68   | 南矢代   |          |          | 2.6          | 56.1                | ●    | ●        | ●                                                          | ●          | | \|\|            | 兵庫縣 | 丹波篠山市    |
| JR寶塚線 | 福知山線     | JR-G69   | 篠山口   |          |          | 2.3          | 58.4                | ●    | ●        | ●                                                          | ●          | | ∨               | 兵庫縣 | 丹波篠山市    |
|          | 福知山線     |          | 丹波大山 |          |          | 2.3          | 60.7                | ●    |          |                                                            | ●          | | ◇               | 兵庫縣 | 丹波篠山市    |
| 下瀧     | 福知山線     |          |          | 8.0      | 68.7     | ●            |                     |      | ●        |                                                            | ◇          | 丹波市 |                 | 兵庫縣 |               |
| 谷川     | 福知山線     |          |          | 4.3      | 73.0     | ●            |                     |      | ●        | 西日本旅客鐵道： 加古川線                                  | ◇          | 丹波市 |                 | 兵庫縣 |               |
| 柏原     | 福知山線     |          |          | 7.0      | 80.0     | ●            |                     |      | ●        |                                                            | ◇          | 丹波市 |                 | 兵庫縣 |               |
| 石生     | 福知山線     |          |          | 3.2      | 83.2     | ●            |                     |      | ●        |                                                            | ◇          | 丹波市 |                 | 兵庫縣 |               |
| 黑井     | 福知山線     |          |          | 4.3      | 87.5     | ●            |                     |      | ●        |                                                            | ◇          | 丹波市 |                 | 兵庫縣 |               |
| 市島     | 福知山線     |          |          | 6.5      | 94.0     | ●            |                     |      | ●        |                                                            | ◇          | 丹波市 |                 | 兵庫縣 |               |
| 丹波竹田 | 福知山線     |          |          | 4.2      | 98.2     | ●            |                     |      | ●        |                                                            | ◇          | 丹波市 |                 | 兵庫縣 |               |
| 福知山   | 福知山線     |          |          | 8.3      | 106.5    | ●            |                     |      | ●        | 西日本旅客鐵道： 山陰本線、 舞鶴線 京都丹後鐵道：■F 宮福線 | ◇          | 京都府 福知山市 | 京都府 福知山市 |        |               |

1. ↑  大阪站與北新地站之間的徒步轉乘是特例（參見JR東西線#乘車制度）
2. ↑  運行系統上的「京都本線」。該線的正式起點是十三站。
3. ↑  舞鶴線的正式起點是山陰本線綾部站，但一部分列車直通至福知山站

### 廢除路段（尼崎港線）
- 1981年停止旅客營業前為準。所有車站都位於兵庫縣尼崎市。
- 尼崎港線的尼崎站與東海道本線的車站距離約300公尺。另外，塚口站－尼崎站間的實際距離約1.9公里，與本線的該路段重覆。

| 中文站名               | 日文站名 | 英文站名 | 站間營業距離 | 累計營業距離 | 接續路線                       |
| ---------------------- | -------- | -------- | ------------ | ------------ | ------------------------------ |
| 塚口                   |          |          | 0.0          | 0.0          | 日本國有鐵道：福知山線（本線） |
| 尼崎（尼崎臨時乘降場） |          |          | 2.5          | 2.5          |                                |
| 金樂寺                 |          |          | 0.5          | 3.0          |                                |
| 尼崎港                 |          |          | 1.6          | 4.6          |                                |

### 廢站、廢除信號場
#廢除路段（尼崎港線）廢除的廢站除外。
- 本線（括弧內是尼崎站起計的營業距離）
  - 伊丹南口站：1897年廢除，豬名寺站－伊丹站間（約4.7公里）
  - 豬名川臨時信號所：1918年廢除，伊丹站－北伊丹站間（約7.3公里）
  - 花畑臨時停車場：1903年廢除，川西池田站－中山寺站間（約13.4公里）
  - 惣川站：1979年廢除，寶塚站－生瀨站間（18.5公里）。設備視為寶塚站構內現存，貨物站。
  - 福知站：1909年廢除，丹波竹田站－福知山站間（約100.6公里）
- 尼崎港線（括弧內是塚口站起計的營業距離）
  - 長洲站：1905年廢除，塚口站－金樂寺站間（約1.9公里）
  - 大物站：1905年廢除，金樂寺站－尼崎港站間（約3.7公里）

### 過去的接續路線
名稱等以廢除時以準。
- 川西池田站：妙見線（川西國鐵前站）- 1981年12月20日廢除。
- 三田站：國有鐵道有馬線（日语：有馬線） - 1943年7月1日休止。
- 篠山口站：
  - 國鐵篠山線 - 1972年3月1日廢除。
  - 篠山鐵道（日语：篠山鉄道）（篠山站） - 1944年3月21日廢除。
- 福知山站：北丹鐵道（日语：北丹鉄道） - 1971年3月2日休止、1974年2月28日廢除。